# КПРФ (мини-футбольный клуб)
КПРФ — российский мини-футбольный клуб из Москвы. Основан в 2003 году. В 2009 году команда получила профессиональный статус. С сезона 2011/2012 участник Суперлиги — высшего дивизиона в структуре российского мини-футбола.

## История
В 2003 году «Партией жизни» было предложено организовать футзальные соревнования среди представителей различных политических партий. Они состоялись, и победителями стали представители КПРФ. Но на этом команда не прекратила существование, и вскоре она заявилась в Чемпионат Москвы по футзалу.
В сезоне 2008/2009 МФК КПРФ удалось одержать победу в Чемпионате Москвы. Тогда за неё играли игроки, хорошо известные своими выступлениями за золотую «Дину» 90-х: Аркадий Белый, Александр Верижников и другие. На следующий год коллектив заявился в Высшую лигу, второй дивизион в структуре российского мини-футбола.
В сезоне 2010/2011 «коммунисты» одержали победу в первенстве Высшей лиги. Вскоре после этого руководство клуба объявило, что клуб начнёт следующий сезон в Суперлиге.
Свои домашние матчи в стартовом сезоне в Суперлиге КПРФ проводил на площадке ДС «Динамо» на улице Лавочкина. Начиная с сезона 2011/2012 команда переехала в УСЦ «Юность» в Климовске. В сезоне 2015/2016 под руководством Вадима Яшина команда впервые вышла в плей-офф Суперлиги.
Сезон 2018/2019 стал одним из самых успешных в истории команды. Под руководством Бесика Зоидзе МФК КПРФ стал вице-чемпионом России и обладателем путевки в Лигу чемпионов.
В сезоне 2019/2020 КПРФ впервые в своей истории стали чемпионами России. «Коммунисты» заняли первое место в регулярном чемпионате, прошли стадии 1/4 финала и полуфинала без единого поражения. В финальной серии КПРФ победили «Газпром-Югру», одержав три победы в трёх матчах (4:2, 4:1, 3:4). В сезоне 2019/2020 КПРФ впервые приняли участие в Лиге чемпионов. В октябре и ноябре 2019 года «коммунисты» одержали победы на групповом этапе предварительного и элитного раундов. После попадания команды в финал четырёх, который проходил в Барселоне с 9 по 11 октября 2020 года, «коммунисты» стали бронзовыми призёрами турнира. В полуфинале уступив «Барселоне» лишь в серии пенальти, КПРФ смогли одержать победу в матче за 3-е место, обыграв «Тюмень» (также в серии пенальти).
Дублирующий состав клуба КПРФ-2 выступает в Высшей лиге. В сезоне 2016/2017 молодёжная команда МФК КПРФ дебютировала в Высшей лиге и с первой же попытки выиграла золотые медали турнира. В сезоне 2017/2018 КПРФ-2 вновь выиграла чемпионат Высшей лиги и стала первой командой в истории данного турнира, которой удалось это сделать два сезона подряд. В сезоне-2019/20 КПРФ-2 занял 2-е место. Начиная с сезона-2020/21, КПРФ-2 выиграл четыре розыгрыша Высшей лиги подряд, став шестикратным чемпионом первенства.
Во всероссийских соревнованиях «Юниорлига»  под названием «КПРФ» играют две молодёжные команды клуба: в дивизионе U-16  — «Арсенал-КПРФ» (Каменск-Уральский), в U-18 — «Красная Гвардия».

## Выступления в чемпионатах России
| Сезон     | Лига             | Место                                |
| --------- | ---------------- | ------------------------------------ |
| 2009/2010 | Высшая лига (II) | 6                                    |
| 2010/2011 | Высшая лига (II) | 1                                    |
| 2011/2012 | Суперлига (I)    | 11                                   |
| 2012/2013 | Суперлига (I)    | 11                                   |
| 2013/2014 | Суперлига (I)    | 10                                   |
| 2014/2015 | Суперлига (I)    | 10                                   |
| 2015/2016 | Суперлига (I)    | 1/4 (4 в регулярном чемпионате)      |
| 2016/2017 | Суперлига (I)    | 1/4 (7 в регулярном чемпионате)      |
| 2017/2018 | Суперлига (I)    | 1/4 (4 в регулярном чемпионате)      |
| 2018/2019 | Суперлига (I)    | финал (2 в регулярном чемпионате)    |
| 2019/2020 | Суперлига (I)    | чемпионы (1 в регулярном чемпионате) |
| 2020/2021 | Суперлига (I)    | 4 (4 в регулярном чемпионате)        |
| 2021/2022 | Суперлига (I)    | финал (5 в регулярном чемпионате)    |
| 2022/2023 | Суперлига (I)    | чемпионы (1 в регулярном чемпионате) |
| 2023/2024 | Суперлига (I)    | 4 (5 в регулярном чемпионате)        |

## Выступления в Кубке России
| Сезон     | Место                         |
| --------- | ----------------------------- |
| 2009/2010 | I этап (Кубок АМФР) — 1 раунд |
| 2010/2011 | 1/4 финала                    |
| 2011/2012 | 1/8 финала                    |
| 2012/2013 | 1/8 финала                    |
| 2013/2014 | 1/4 финала                    |
| 2014/2015 | 1/8 финала                    |
| 2015/2016 | 1/4 финала                    |
| 2016/2017 | 1/4 финала                    |
| 2017/2018 | 1/2 финала                    |
| 2018/2019 | 1/2 финала                    |
| 2019/2020 | 1/4 финала                    |
| 2020/2021 | 1/4 финала                    |
| 2021/2022 | 1/4 финала                    |
| 2022/2023 | 2                             |
| 2023/2024 | 3                             |
| 2024/2025 | 1                             |

## Выступления в Кубке Лиги
| Сезон     | Место |
| --------- | ----- |
| 2024      | 3     |
| 2024/2025 | 5     |

## Состав
| №  |               | Поз. | Имя               | Год рождения |
| -- | ------------- | ---- | ----------------- | ------------ |
| 20 | Флаг России   | Вр   | Артём Салахов     | 1992         |
| 25 | Флаг России   | Вр   | Дмитрий Путилов   | 1994         |
| 92 | Флаг России   | Вр   | Александр Бойцов  | 1998         |
| 3  | Флаг Бразилии | Защ  | Баталья           | 1989         |
| 31 | Флаг России   | Защ  | Денис Бурков      | 1986         |
| 7  | Флаг России   | Уни  | Арсер Багиров     | 1992         |
| 98 | Флаг России   | Уни  | Владислав Ахуков  | 1998         |
| 77 | Флаг России   | Уни  | Андрей Заболонков | 1995         |
| 8  | Флаг России   | Уни  | Иван Милованов    | 1989         |

| №  |               | Поз. | Имя              | Год рождения |
| -- | ------------- | ---- | ---------------- | ------------ |
| 8  | Флаг России   | Уни  | Сергей Орлов     | 1996         |
| 27 | Флаг Бразилии | Уни  | Майя             | 2003         |
| 12 | Флаг Бразилии | Уни  | Диего Фаверо     | 1990         |
| 95 | Флаг России   | Уни  | Никита Илько     | 1998         |
| 13 | Флаг России   | Нап  | Сергей Абрамович | 1990         |
| 9  | Флаг России   | Нап  | Янар Асадов      | 1995         |
| 4  | Флаг России   | Нап  | Дмитрий Лысков   | 1987         |
| 11 | Флаг Бразилии | Нап  | Шимбинья         | 1990         |
| 99 | Флаг Беларуси | Нап  | Сергей Крыкун    | 1991         |

Тренерский штаб
- / Бесик Зоидзе — главный тренер
- Эдер Антонио Соуза де Оливейра — тренер
- Вячеслав Михеев — тренер вратарей
- Денис Горин — начальник команды

## Достижения
КПРФ
- Чемпион Суперлиги: 2019/2020, 2022/2023
- Серебряный призёр Суперлиги: 2018/2019, 2021/2022
- Бронзовый призёр Суперлиги: 2024/2025
- Бронзовый призёр Лиги чемпионов: 2019/2020
- Обладатель Кубка России: 2024/2025
- Финалист Кубка России: 2022/2023
- Чемпион Высшей лиги: 2010/2011
- Чемпион Москвы: 2008/2009, 2009/2010
- Победитель кубка политических партий России: 2003

КПРФ-2
- Чемпион Высшей лиги: 2016/2017, 2017/2018, 2020/2021, 2021/2022, 2022/2023, 2023/2024